# John Hopkinson (Zoologe)
John Hopkinson (* 1844 in Leeds; † 5. Juli 1919) war ein britischer Naturforscher (Zoologe, Geologe, Meteorologe).
Hauptberuflich war er Mitinhaber einer Firma zur Herstellung von Klavieren in London. Er wohnte in Hertfordshire, erst in St. Albans, dann in Weetwood bei Watford. Daneben interessierte er sich für die verschiedensten Aspekte der Naturforschung. Er war Ko-Autor einer Monographie über Wurzelfüßer (Rhizopoda) und Sonnentierchen (Heliozoa).
Er war mit A. Brett Gründer der Hertfordshire Natural History Society  und 1891 bis 1893 deren Präsident. Hopkinson war Fellow der Linnean Society of London, der Geological Society of London und der Zoological Society of London. 1899 bis 1902 war er Schatzmeister der Ray Society.

## Schriften
- Bibliography of the Tunicata 1469-1910, Ray Society 1913
- mit James Cash: The British Freshwater Rhizopoda and Heliozoa, Ray Society, 5 Bände, 1905 bis 1921  (Band 3 bis 5 mit George Herbert Wailes)

Er war auch Herausgeber von The British Tunicata von Joshua Alder und Albany Hancock für die Ray Society.